# Topolone
Topolone è stato un cavallo dal manto baio. È stato il terzo cavallo più vittorioso del XX secolo al Palio di Siena dopo Folco e Panezio, con i suoi sette successi in questa manifestazione.
Durante la sua carriera, l'animale ha avuto ben quattro nomi differenti. Dapprima era chiamato Eucalipto, poi Ettore, Dragone ed infine, nei suoi ultimi anni di attività, Topolone.

## Carriera

### Eucalipto: gli esordi e la prima vittoria (1962 - 1963)
Il primo Palio corso da Topolone, allora Eucalipto, è quello del 2 luglio 1962. Il cavallo viene assegnato alla Contrada della Torre e viene montato da Leonardo Viti detto Canapino II. La corsa si rivela molto sfortunata per Eucalipto, il cui fantino cade alla mossa, senza lasciare quindi la possibilità al cavallo di mostrare le sue doti.
Ad agosto dello stesso anno l'animale corre ancora a Siena. Questa volta viene assegnato alla Contrada del Leocorno ed affidato al fantino Vincenzo Ceciarelli detto Pennello, con il quale realizza una corsa nelle prime posizioni, ma senza arrivare alla vittoria.
L'anno seguente Eucalipto (Topolone) corre ancora il Palio, nella Contrada della Pantera con Leonardo Viti detto Canapino II. Dopo una buona partenza riesce a guadagnare la prima posizione verso la fine del primo giro, e, mantenendola, esce vittorioso dal Palio del 2 luglio 1963, per la prima volta nella festa senese.

### Ettore: le nuove vittorie ed il successo (1964 - 1968)
Eucalipto torna a correre il 2 luglio 1964, ma viene presentato con un nuovo nome, Ettore. Corre nella Contrada della Tartuca con Antonio Trinetti detto Canapetta. Nonostante una buona corsa non riesce a vincere, classificandosi secondo.
È protagonista a Siena anche ad agosto del 1964, quando corre per il Bruco montato da Andrea Degortes detto Aceto. Penalizzato alla partenza, il cavallo non riesce a figurare tra le prime posizioni.
Una nuova vittoria arriva per il cavallo il 2 luglio 1965, nella Nobile Contrada dell'Aquila sempre con Aceto. Dopo un piccolo infortunio occorso durante le prove, Ettore riesce a ristabilirsi e a correre il Palio. Parte nelle prime posizioni, per poi guadagnare la testa della corsa e mantenerla, conquistando il secondo successo al Palio di Siena.
Dopo la vittoria, il cavallo viene presentato alla tratta per il 2 luglio 1966, ma non viene scelto, mentre ad agosto non viene nemmeno presentato.
Ettore torna quindi a Siena il 2 luglio 1967. Viene assegnato alla Contrada della Tartuca e montato da Leonardo Viti. Dopo una partenza molto lenta, che li vede nelle ultime posizioni, i due cominciano una rimonta che al terzo giro si trasforma in una prima posizione, vista la decelerazione di molti cavalli nelle posizioni di testa. Per questo motivo la Tartuca riesce a conquistare la vittoria grazie ad Ettore, al suo terzo trionfo.
Il cavallo corre a Siena anche il 16 agosto, montato da Antonino Marino detto Guanto nella Contrada della Pantera, per la quale non riesce a vincere, vista anche la caduta del fantino alla prima curva.
Nel 1967, Ettore, corre anche il Palio straordinario dedicato al 49º congresso della Società Italiana per il Progresso delle Scienze, tenutosi il 24 settembre. Viene assegnato alla Contrada Imperiale della Giraffa e montato dal fantino Rosario Pecoraro detto Tristezza. Dopo una mossa molto tesa ed una partenza data non valida dopo praticamente un giro, la Giraffa (con Topolone) scatta subito prima. Il fantino conduce poi il suo cavallo per tre giri, riuscendo a vincere la corsa.
Il cavallo torna anche nel 1968. Il 2 luglio corre per la Contrada del Leocorno con Andrea Degortes detto Aceto. Nonostante sia il favorito parte molto male e, dopo un bel recupero, il fantino batte nei palchi, facendo perdere al Leocorno ogni speranza.

### Dragone: verso un record (1969)
Nel 1969 Ettore cambia di nuovo nome, e viene presentato come Dragone, per via del fatto che fu acquistato dalla Società Camporegio, società della Contrada del Drago.
Il cavallo corre il 2 luglio 1969 nella Contrada della Chiocciola con Pietro Migheli detto Capretto. Dopo una buona partenza insegue la vittoria senza mai raggiungerla.
Il 16 agosto 1969 Dragone viene assegnato alla Nobile Contrada del Nicchio, che monta il fantino Donato Tamburelli detto Rondone. Dopo una partenza non buona, il cavallo recupera terreno al punto di arrivare in prima posizione al secondo giro. Fino alla fine l'animale non lascerà la testa consentendo alla contrada di vincere.
Nello stesso anno si corre un Palio straordinario dedicato allo sbarco dell'uomo sulla Luna. Il 21 settembre Dragone difende i colori della Nobile Contrada dell'Oca con Andrea Degortes detto Aceto. Dopo una corsa di totale dominio in prima posizione l'accoppiata ocaiola va a vincere, ed il cavallo conquista la sua sesta vittoria.

### Topolone: la settima vittoria e gli ultimi palii (1970 - 1972)
Nel 1970 il cavallo assume il suo quarto (ed ultimo) nome, con il quale passerà alla storia: Topolone.
Topolone corre a Siena il 2 luglio 1970 nella Contrada Imperiale della Giraffa con Eletto Alessandri detto Bazza. Dopo che si sono alternate diverse contrade al comando, il cavallo riesce a prendere la testa e a vincere il suo settimo Palio che poi sarà l'ultimo. Il record raggiunto permetterà a Topolone di diventare il secondo cavallo più vittorioso del XX secolo, dopo Folco e Panezio, primi a pari merito con 8 vittorie.
Il cavallo corre ancora il 2 luglio 1971 nella Contrada Sovrana dell'Istrice con Giuseppe Gentili detto Ciancone, che cade al primo giro. Dopo la caduta del fantino, Topolone non riesce a vincere.
Il 16 agosto dello stesso anno l'animale corre nella Contrada della Torre con Leonardo Viti detto Canapino II. Come al suo esordio (addirittura nella stessa contrada) il cavallo batte nel canape alla mossa e, nonostante stavolta riescano a partire, mandano in fumo ogni speranza di vincere.
L'ultimo Palio corso da Topolone è quello del 2 luglio 1972, quando il cavallo viene assegnato (per la terza volta) alla Contrada della Pantera. Il fantino che lo monta è l'esordiente Costiero Ducci detto Aramis. Il cavallo, dopo una partenza in prima posizione, viene superato da altre contrade e non riesce a riportare una nuova vittoria. La sorte vuole che proprio in quel Palio esordisca Panezio, attuale detentore del record di vittorie al Palio di Siena.
Il 7 aprile 2013 il Corriere di Siena ha intervistato Otello Tancredi, figlio di Amleto detto Fagiolino (barbaresco vittorioso dell'Oca) che ha raccontato aneddoti e momenti bellissimi del grande barbero di Piazza del Campo.

## Presenze al Palio di Siena
Le vittorie sono evidenziate ed indicate in neretto.
| Palio             | Contrada   | Fantino                            |
| ----------------- | ---------- | ---------------------------------- |
| 2 luglio 1962     | Torre      | Leonardo Viti detto Canapino II    |
| 16 agosto 1962    | Leocorno   | Vincenzo Ceciarelli detto Pennello |
| 2 luglio 1963     | Pantera    | Leonardo Viti detto Canapino II    |
| 2 luglio 1964     | Tartuca    | Antonio Trinetti detto Canapetta   |
| 16 agosto 1964    | Bruco      | Andrea Degortes detto Aceto        |
| 2 luglio 1965     | Aquila     | Andrea Degortes detto Aceto        |
| 2 luglio 1967     | Tartuca    | Leonardo Viti detto Canapino II    |
| 16 agosto 1967    | Pantera    | Antonio Marino detto Guanto        |
| 24 settembre 1967 | Giraffa    | Rosario Pecoraro detto Tristezza   |
| 2 luglio 1968     | Leocorno   | Andrea Degortes detto Aceto        |
| 2 luglio 1969     | Chiocciola | Pietro Migheli detto Capretto      |
| 16 agosto 1969    | Nicchio    | Donato Tamburelli detto Rondone    |
| 21 settembre 1969 | Oca        | Andrea Degortes detto Aceto        |
| 2 luglio 1970     | Giraffa    | Eletto Alessandri detto Bazza      |
| 2 luglio 1971     | Istrice    | Giuseppe Gentili detto Ciancone    |
| 16 agosto 1971    | Torre      | Leonardo Viti detto Canapino II    |
| 2 luglio 1972     | Pantera    | Costiero Ducci detto Aramis        |